# Lądowisko Myślenice
Lądowisko Myślenice – lądowisko sanitarne w Myślenicach, w województwie małopolskim, należące do Samodzielnego Publicznego Zakładu Opieki Zdrowotnej, przy ul. Szpitalnej 2. Przystosowane jest do lądowania śmigłowców sanitarnych, używane jest przez Lotnicze Pogotowie Ratunkowe. Otwarte zostało 8 grudnia 2011. Pole wzlotów – oprócz płaszczyzny przyziemienia, która ma nawierzchnię utwardzoną, pokryte jest darnią i ma kształt kwadratu o boku 25 metrów. Posiada również obramowanie, wykonane z betonu o szerokości 1,5 metra. 
Od roku 2012 lądowisko widnieje w ewidencji lądowisk Urzędu Lotnictwa Cywilnego pod numerem 140.